# Den guddommelige brugsanvisning
Den guddommelige brugsanvisning er en dansk dokumentarfilm fra 2002, der er instrueret af Birgit Nissen Pedersen efter manuskript af hende selv og Annemette Bach.

## Handling
Filmen følger to unge danske kvinder, der begge er konverteret til islam. Hvert år vælger et antal danskere at konvertere til islam og udfordrer derved velfærdssamfundets normer om individuel frihed. For omgivelserne kan det virke, som om konvertitterne bruger deres frie opdragelse til at vælge underkastelsen. Men af filmen fremgår det, at det ligefrem kan føles som en befrielse at 'lægge sin stolthed på hylden' og anerkende, at man er en del af et større system, som Gud har skabt. Uden direkte at gå ind i aktuelle debatter om tørklæder, religiøs fundamentalisme eller kvindesyn åbner filmen døren på klem til en verden, som ikke-troende sjældent har adgang til.